# Biuro do spraw Indian

Pieczęć biura ds. Indian

Biuro do spraw Indian (ang. Bureau of Indian Affairs, BIA) – agencja rządu federalnego Stanów Zjednoczonych odpowiedzialna za całość relacji władz amerykańskich z zamieszkującymi ten kraj i uznawanymi przez nie formalnie plemionami północnoamerykańskich Indian.

## Historia
Biuro do spraw Indian powstało w 1824 roku jako część ówczesnego Departamentu Wojny, by nadzorować kontakty polityczne i handlowe z niezależnymi plemionami Indian z amerykańskiego pogranicza. Kilka mniejszych urzędów, mających regulować m.in. kwestie lukratywnego handlu z Indianami i zabiegać o ich przychylność podczas wojen toczonych przez młode Stany Zjednoczone istniało już wcześniej, od chwili powstania USA, ale likwidacja systemu faktorii w 1822 roku wymusiła ich centralizację. Przeniesione w 1849 roku do Departamentu Spraw Wewnętrznych Biuro stało się narzędziem amerykańskiej administracji kolonialnej, odpowiedzialnym za utrzymywanie pokoju na pograniczu, pozyskiwanie nowych terenów pod osadnictwo w drodze zawierania (lub wymuszania) kolejnych traktatów z Indianami, osiedlanie ich na Terytorium Indiańskim i w innych rezerwatach, asymilację, akulturację i edukację.
Poszczególne rezerwaty przez całe dziesięciolecia administrowane były w sposób arbitralny przez nadzorców (tzw. superintendentów), wyznaczanych przez kierującego Biurem Komisarza do spraw Indian (obecnie w randze zastępcy sekretarza Departamentu Spraw Wewnętrznych). Utrudniało to adaptację Indian do nowych warunków ekonomicznych i społecznych, sprzyjało nadużyciom ze strony przedstawicieli lokalnej administracji i ich współpracowników oraz powstawaniu patologii społecznych, nękających większość indiańskich rezerwatów do dziś.
Dopiero przyznanie w 1924 roku obywatelstwa amerykańskiego wszystkim tubylczym Amerykanom żyjącym w granicach USA, krytyka rządowej polityki wobec Indian przez Raport Meriama z 1928 roku, a przede wszystkim uchwalenie w 1934 roku reformatorskiej ustawy o reorganizacji Indian umożliwiło stopniowe uzyskiwanie przez nich praw samorządowych oraz zwiększanie roli samych Indian w działalności Biura i kształtowaniu jego polityki.
Pomimo wprowadzonych w latach 30. XX w. przez Biuro preferencji w zatrudnianiu tubylczych Amerykanów i zarządzania nim przez Indian od roku 1966, większość amerykańskich Indian długo jeszcze uważała BIA za symbol rządowego paternalizmu, nieskuteczności i nepotyzmu, a w latach 70. młodzi działacze Ruchu Indian Amerykańskich (AIM) i inni radykalni przywódcy tubylczy domagali się jego likwidacji. Kulminacja indiańskich protestów przeciw BIA miała miejsce na początku lat 70., po publikacji prezentujących indiański punkt widzenia pierwszych książek Vine’a Delorii juniora, podczas marszu Szlakiem Złamanych Traktatów do Waszyngtonu i tygodniowej okupacji tamtejszej siedziby BIA jesienią 1972 roku, aż wreszcie podczas okupacji Wounded Knee wiosną 1973 roku.

## Współczesność
Począwszy od lat 80. XX w. część uprawnień zaczęto przekazywać rezerwatowym samorządom (tzw. radom plemiennym), ograniczając stopniowo kompetencje Biura (i jego oddziałów regionalnych) do zarządzania tzw. zobowiązaniami powierniczymi władz federalnych wobec indiańskich wewnętrznych narodów zależnych (jak określa tubylcze plemiona amerykańskie prawo). Powiernictwo to obejmuje m.in. nadzorowany przez Biuro obrót należącymi formalnie do tubylczych plemion ziemiami oraz administrowanie indiańskimi funduszami powierniczymi (plemiennymi i indywidualnymi) zasilanymi m.in. z tytułu zobowiązań traktatowych oraz opłat za ich dzierżawę i eksploatację indiańskich bogactw naturalnych. Biuro zarządza terenami powierniczymi o powierzchni 55,7 mln akrów (225 tys. km ²) i administruje szkołami dla ok. 48 tys. indiańskich dzieci i Indiańską Służbą Zdrowia (IHS).
Poważne, prawdopodobnie nawet wielomiliardowe, straty, związane z niekompetencją i nadużyciami urzędników administrujących tymi funduszami, są obiektem toczącego się w ostatnich latach śledztwa. Kwestii tej, niewygodnej dla administracji Republikanów, a także problemu pozostałości dawnej centralizacji decyzji w kluczowych sprawach politycznych i ekonomicznych, dotyczą obecnie główne zarzuty części indiańskich środowisk i organizacji (jak Krajowy Kongres Indian Amerykańskich (NCAI)) wobec całego Biura i kolejnych szefów BIA.